# بي بي سي البولندية
البي بي سي البولندي باللغة البولندية (pl: Sekcja Polska BBC ) كان أحد خدمات اللغات الأجنبية في الإذاعات العالمية لهيئة الإذاعة البريطانية . كانت موجودة بين عامي 1939 و 2005.

## تاريخ
تم اتخاذ قرار إنشاء القسم البولندي لهيئة الإذاعة البريطانية في 3 سبتمبر 1939 ، بعد إعلان بريطانيا العظمى الحرب على ألمانيا. تم بث البرنامج الأول في 7 سبتمبر 1939.
تتألف البرامج من أخبار ومراجعات صحفية وتعليقات وتقارير ومقابلات ، كما تم استخدامها لنقل الرسائل والأوامر المشفرة إلى جيش الوطن (بولندا) باستخدام مجموعة مختارة مسبقًا من الأغاني والعبارات البرمجية.
بعد يوم النصر في أوروبا ، تم اتخاذ قرار بمواصلة البث باللغة البولندية. مثل البرامج الإذاعية الأخرى من وراء الستار الحديدي ، تعرضت برامج البي بي سي باللغة البولندية للتشويش ، وفي الخمسينيات من القرن الماضي ، كان المستمعون في بعض الأحيان يتعرضون للاضطهاد كأعداء للشعب. توقف التشويش في سبعينيات القرن الماضي ، لكنه أعيد تقديمه في عام 1981 عندما قامت السلطات بتضييق الخناق على الحرية السياسية (انظر الأحكام العرفية في بولندا ). انتهى التشويش أخيرًا في عام 1988. خلال فترة ما بعد الحرب ، مع استمرار التركيز على الأخبار المحايدة وغير الخاضعة للرقابة ، تم توسيع البرمجة لتشمل الثقافة والتكنولوجيا والشؤون الاجتماعية والحياة البريطانية ودروس اللغة الإنجليزية يوميا .
في عام 1996 ، تم افتتاح تم افتتاح مكتب في وارسو
وفي يوم 25 أكتوبر 2005، أُعلن أنه سيتم إغلاق 10 خدمات باللغة الأجنبية، بما في ذلك البولندية، وذلك لتوفير الموارد اللازمة لبدء خدمة تلفزيونية جديدة باللغة العربية. كان البث الأخير باللغة البولندية في 23 ديسمبر 2005.